# Мачере (Рим)
Мачере је насеље у Италији у округу Рим, региону Лацио.
Према процени из 2011. у насељу је живело 1738 становника. Насеље се налази на надморској висини од 309 м.